# Komisja Etyki Poselskiej

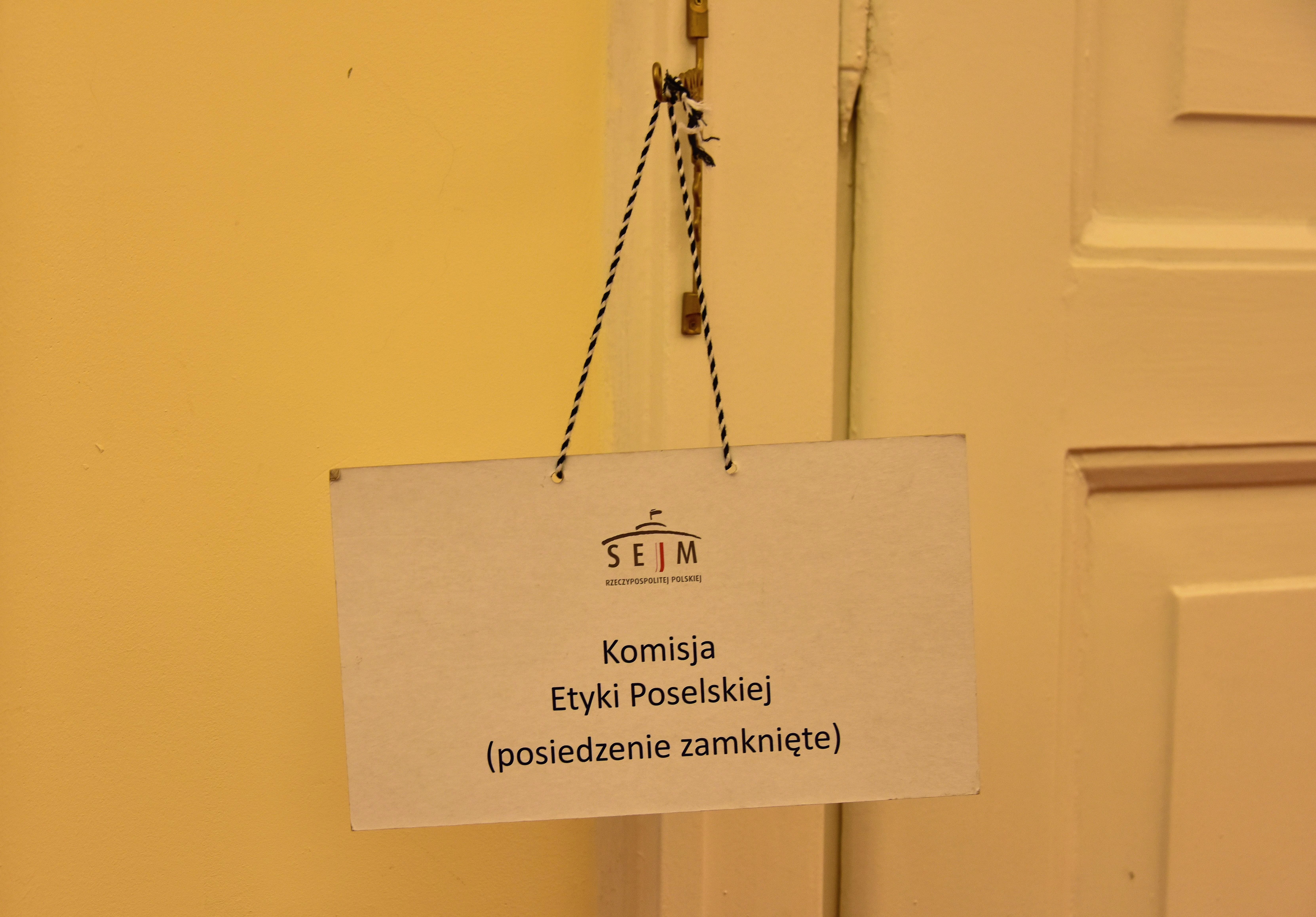
Informacja o trwającym zamkniętym posiedzeniu Komisji Etyki Poselskiej w Nowym Domu Poselskim

Komisja Etyki Poselskiej (skrót EPS) – stała komisja sejmowa zajmująca się sprawami Zasad Etyki Poselskiej, ich uzupełnianiem i korygowaniem oraz upowszechnianiem ich wśród posłów. Komisja zajmuje się też rozpatrywaniem spraw posłów, którzy zachowują się w sposób nieodpowiadający godności posła oraz rozpatrywaniem spraw wynikających z Rejestru Korzyści i majątkowych oświadczeń poselskich.

## Opis
Działalność Komisji została uregulowana w Rozdziale 13 regulaminu Sejmu. Zgodnie z art. 144 ust. 1 regulaminu posiedzenia komisji, na których rozpatruje się sprawy wynikające z majątkowych oświadczeń poselskich, są zamknięte.
Zasady etycznego postępowania parlamentarzystów zostały określone w uchwale Sejmu z dnia 17 lipca 1998 – Zasady Etyki Poselskiej. Kwestię odpowiedzialności posłów za naruszenie Zasad Etyki Poselskiej normuje Regulaminu Sejmu (art. 147), który upoważnia Komisję do zwrócenia posłowi uwagi, udzielenia mu upomnienia lub nagany. 
Uchwały Komisji dotyczące naruszania przez posłów Zasad Etyki Poselskiej  podaje się do wiadomości publicznej. Są one publikowane na jej stronie internetowej oraz w czasopiśmie otwartego dostępu wydawanego przez Kancelarię Sejmu „Kronika Sejmowa”.

## Skład Komisji wSejmie X kadencji

### Prezydium Komisji
- Katarzyna Ueberhan (Lewica) – przewodnicząca
- Konrad Berkowicz (Konfederacja) – zastępca przewodniczącej

### Członkowie
- Agnieszka Hanajczyk (KO)
- Zbigniew Sosnowski (PSL–TD)
- Ewa Schädler (PL2050–TD)
- Jacek Świat (PiS)[5]

## Skład Komisji wSejmie IX kadencji
- Jan Łopata (Koalicja Polska - PSL, UED, Konserwatyści) - przewodniczący
- Monika Falej (Lewica) – wiceprzewodnicząca
- Izabela Mrzygłocka (KO)
- Jacek Świat (PiS)[6]